# Кокосовые конфеты

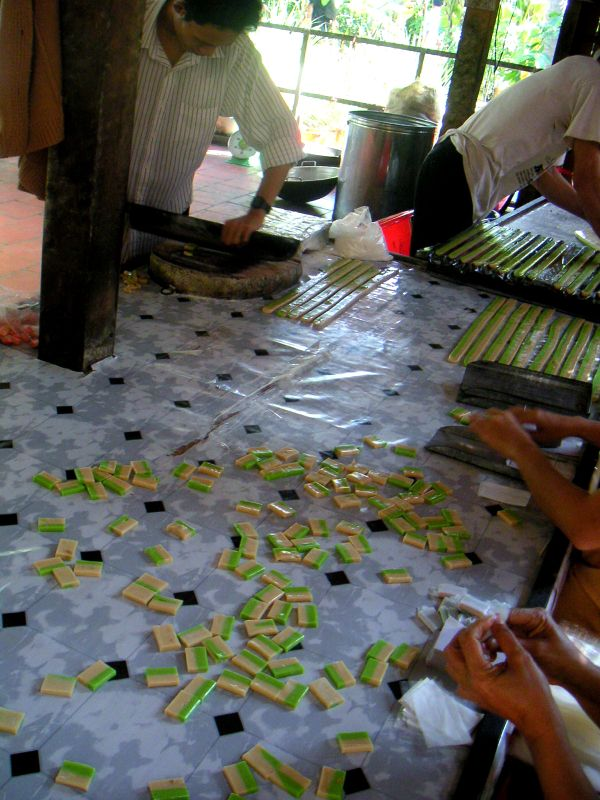
Традиционное вьетнамское производство кокосовых конфет

Кокосовые конфеты - это различные конфеты, приготовленные с добалением кокоса или кокосовых ароматизаторов.
Во вьетнамской кухне кокосовые конфеты Кео зыа чаще всего производятся в провинции Бенче, Вьетнам с кокосовым молоком и кокосовыми сливками.
В Соединенных Штатах кокосовые конфеты иногда пишутся как кокосово-ореховые конфеты.

## Виды кокосовых конфет
- Bounty
- Raffaello